# Israel Crosby

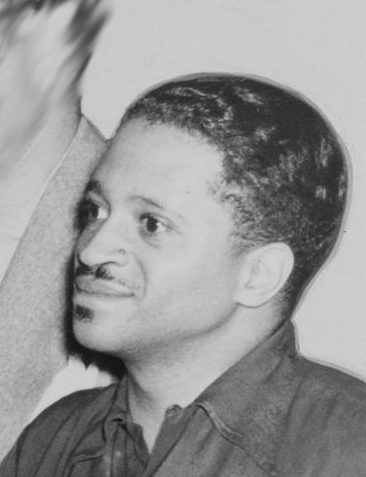
Israel Crosby

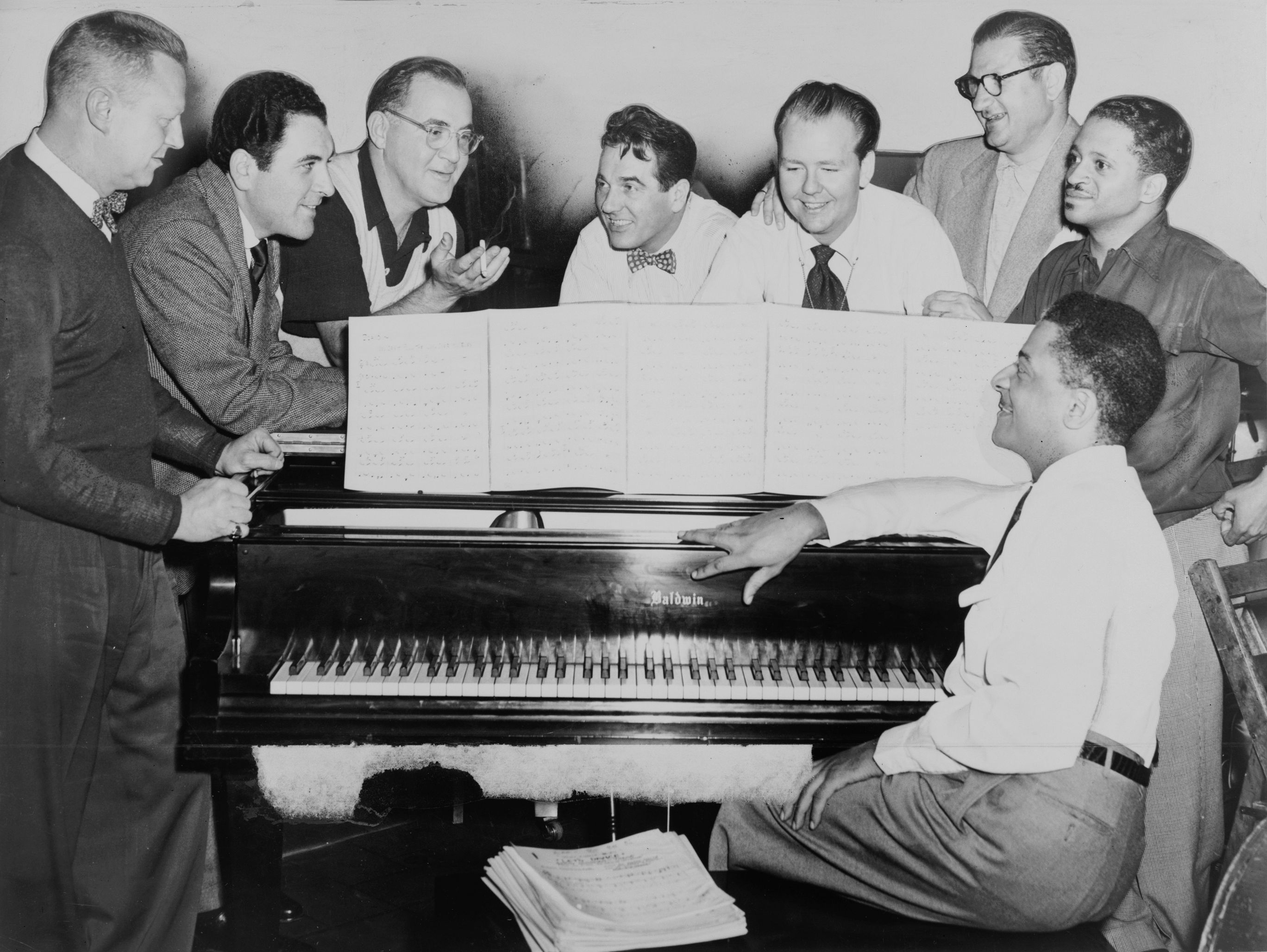
Benny Goodman (dritter von links) 1952 mit einigen seiner früheren Bandmitglieder, um das Piano von links nach rechts: Vernon Brown, Georgie Auld, Gene Krupa, Clint Neagley, Ziggy Elman, Israel Crosby und Teddy Wilson (am Piano)

Israel Crosby (* 19. Januar 1919 in Chicago; † 11. August 1962 ebenda) war ein US-amerikanischer Jazz-Bassist des Swing und des Modern Jazz.

## Leben und Wirken
Israel Crosby lernte zunächst Trompete und ging dann 1934 zum Bass über. Er spielte zu Beginn seiner Musikerlaufbahn 1935/36 bei Albert Ammons in Chicago; dort entstanden auch Einspielungen mit Roy Eldridge, Jess Stacy, Jimmie Noone und Gene Krupa, mit dem er 1935 den Blues Of Israel aufnahm. Von 1936 bis 1938 war er Mitglied der Band von Fletcher Henderson, wo er John Kirby ersetzte; danach spielte er in den Bands von Horace Henderson (1940) und Teddy Wilson. In kleineren Besetzungen unter eigenemn Namen und mit Edmond Halls Quartett (Profoundly Blue 1941), Charlie Christian, Benny Goodman, Chu Berry, Art Hodes, Coleman Hawkins 1944, Jimmy Yancey, Georgie Auld und Bill Russo nahm Crosby zahlreiche Schallplatten auf. 1951 bis 1953 spielte er im Trio von Ahmad Jamal (The Three Strings, dokumentiert auf The Complete Okeh, Parrot & Epic Sessions 1951–1955), eines der wichtigen Piano-Trios der damaligen Zeit; danach arbeitete er bei Benny Goodman. 1956 ging er erneut zu Jamal, mit dem er 1958 dessen Album At the Pershing: But Not for Me aufnahm. 
Ahmad Jamal löste das Trio 1962 auf und Israel Crosby wechselte kurz zum Quintett des Pianisten George Shearing, aber Crosby erkrankte schwer am Herzen. Im Alter von 43 Jahren vor Antritt einer Europareise starb er an den Folgen eines Herzinfarktes. George Shearing sagte über seinen Kollegen: Er war einer der inspirierendsten Musiker, mit denen ich gespielt habe. Im Trio von Ahmal Jamal, in dem viel Raum für die solistische Entfaltung der Rhythmusgruppe blieb, konnte der Mitbegründer des modernen Bassspiels seine melodische Erfindungsgabe und seinen tragenden, orgelgleichen Ton voll entfalten. Seine Spielweise in der Tradition Jimmy Blantons, in einer Reihe mit Bassisten wie John Kirby, Walter Page oder Milt Hinton, wurde zum Vorbild nachfolgender Bassisten wie Wilbur Ware.

## Auswahldiskographie
- Albert Ammons: 1936-1939 (Classics)
- Charlie Christian: Solo Flight (Topaz, 1939–1941)
- Vic Dickenson: Breaks, Blues And Boogie (Topaz, 1941–1946)
- Roy Eldridge: 1943-1944 (Classics), The Big Sound Of Little Jazz (Topaz, 1935–41)
- Edmond Hall: 1936-1944 (Classics)
- Coleman Hawkins: the Complete Coleman Hawkins (Mercury, 1944), Rainbow Mist (Delmark, 1944), Verve Jazz Masters 34 (Verve, 1944–62)
- Fletcher Henderson: 1934-1937 (Classics)
- Horace Henderson: 1940 (Classics)
- Ahmad Jamal: At The Pershing (Chess, 1958), Ahmad Jamal Trio Volume IV (Argo 1958), Cross Country Tour (Chess, 1958–61)
- Gene Krupa: 1935-1938 (Classics)
- Meade Lux Lewis: Boogie And Blues (Topaz, 1936–1941)
- Jess Stacy: 1935-1939 (Classics)